# (632) Пирра
(632) Пирра (нем. Pyrrha) — астероид главного пояса, который был открыт 5 апреля 1907 года немецким астрономом Августом Копффом в Гейдельбергской обсерватории и назван в честь Пирры — персонажа древнегреческой мифологии.